# Ielena Prodounova
 (septembre 2018).
Ielena Sergueïevna Prodounova (russe : Елена Сергеевна Продунова), née le 15 février 1980 à Rostov-sur-le-Don, est une gymnaste russe.

## Biographie
Elle débute dans la compétition internationale en 1995, lors des championnats du monde, au sein de l'équipe russe, qui finit quatrième de la compétition. Blessée au talon, elle est écartée de la compétition jusqu'en 1997, année où elle décroche deux médailles de bronze (concours général et sol) lors des championnats du monde.
De nouveau blessée, à la cheville cette fois, elle n'obtient que de modestes résultats en 1998, avant de retrouver un meilleur niveau, mais sans jamais remporter un titre individuel. En 2000, elle est médaillée d'argent au sol lors des championnats d'Europe, et de bronze à la poutre lors des jeux olympiques.
Elle quitte ensuite la compétition internationale. Elle a laissé son nom à quatre figures répertoriées, pour chacun des appareils.